# 非協力ゲーム
非協力ゲーム（ひきょうりょくゲーム、英: noncooperative game）とは、プレイヤー間で拘束力のある合意が不可能なゲームを指す。
協力ゲームと非協力ゲームとの区別は「制度的なもの」であり、プレイヤーが拘束力のある合意を形成する制度的な枠組みがない場合、そのゲームは非協力ゲームである。

## 概要
例えば、繰り返しゲームの場合には、このような制度的枠組みがなくても、暗黙の協力が生じることがあるが、このようなゲームも非協力ゲームに含まれる。
また、ゲームの中には2人以上のプレイヤーが同時に戦略を決定する戦略形ゲームと、2人以上のプレイヤーが交互に戦略を決定する展開形ゲームが存在する。展開形ゲームの中でプレイヤーが合意やコミットメントを形成することも非協力ゲームの中に含まれる。このように、協力行動も非協力ゲームの対象となり得る。
非協力ゲームでは、それぞれのプレイヤーは独立して戦略を形成する。非協力ゲームの解には2つの意味があり、1つはプレイヤーがいかに行動すべきかという指針を与える「規範的意味」、もう1つはプレイヤーが実際にどのように行動しているかを示す「記述的意味」である。
非協力ゲームにおける重要な均衡概念の1つに、ナッシュ均衡がある。

## 参考図書
- 「非協力ゲーム理論」，グレーヴァ香子(著)，知泉書館，ISBN：978-4862851079, (2011).